# Alchemilla lindblomiana
Alchemilla lindblomiana é uma espécie de rosácea do gênero Alchemilla, pertencente à família Rosaceae.